# Ballana profusa
Ballana profusa är en insektsart som beskrevs av Delong 1964. Ballana profusa ingår i släktet Ballana och familjen dvärgstritar. Inga underarter finns listade i Catalogue of Life.